# 3-Hidroksipropionska kiselina
3-Hidroksipropionska kiselina je karboksilna kiselina, specifično beta hidroksilna kiselina. To je kisela viskozna tečnost sa pKa vrednošću od 4.5. Ona je veoma rastvorna u vodi i etanolu, a miša se sa dietil etrom. Nakon destilacije, ona se dehidrira da formira akrilnu kiselinu.
3-Hidroksipropionska kiselina se koristi u industrijskoj proizvodnji raznih hemikalija kao što su akrilati. Ovu kiselinu proizvode pojedini mikrobi.